# Большой Калтай
Большо́й Калта́й — село в Залесовском районе Алтайского края России. В 2003—2021 годах входило в состав Большекалтайского сельсовета и являлось его административным центром.

## История
Точная документальная дата образования села неизвестна, по словам жителей села, занимавшихся поиском архивов, удалось найти 2 даты: 1727 и 1749 г.г. Краевед Ю. С. Булыгин зафиксировал дату — 1736 год. Согласно его сведениям, деревня Калтайская относилась к Белоярской слободе, в ней проживали 489 мужчин и 40 женщин в 87 дворах. В Списке населенных мест Сибирского края стоит дата образования села Большой Калтай на речке Талица — 1762 год. В селе был сельсовет, 1 лавка, школа и отделение почты. Число хозяйств — 480, 1044 мужчины и 1228 женщин.
С 1882 по 1911 год число жителей в деревне значительно увеличивается за счёт переселенцев из центральных областей России. Переселенцы приезжали из разных губерний. В 1911 году дворов в деревне более 1000, жителей — 145 семей и 1448 жителей.
По устным рассказам старожилов, существует несколько версий происхождения названия села, но ни одна из них не подтверждена документально. По одной из версий, изначально деревня была основана ссыльными, по другой — один из первопоселенцев носил фамилию Калтанов.
По этническому составу деревня Калтайская была разнородной, большая часть — это русские, а также мордва и украинцы. В большом Калтае имелись подсобные промыслы: были сапожники, портные, овчинные мастерские, кирпичный завод, кузница, маслодельное производство, 2 мельницы и 2 маслобойки.
В настоящее время в селе идёт работа над проектом, победившим в конкурсе на грант губернатора Алтайского края «История села Большой Калтай в документах и фотографиях».

## География
Село находится в северо-западной части Залесовского района, на границе с Новосибирской областью, на речке Таловка.
Ближайшие населённые пункты
Талица, Черёмушкино, Восход, Думчево, Малый Калтай, Камышенка.
Транспорт
К посёлку ведёт просёлочная дорога от автодороги Залесово — Тальменка, из Залесово ежедневно ходят рейсовые автобусы.
Ближайшая железнодорожная станция Заринская находится в городе Заринск.

## Население
| 1997 | 1998 | 1999 | 2000 | 2001 | 2002 | 2003 |
| ---- | ---- | ---- | ---- | ---- | ---- | ---- |
| 647  | ↘631 | ↘628 | ↘604 | ↘562 | ↗590 | ↘546 |
| 2004 | 2005 | 2006 | 2007 | 2008 | 2009 | 2010 |
| ↘539 | ↗548 | ↗549 | ↘543 | ↘501 | ↗513 | ↘429 |
| 2011 | 2012 | 2013 |      |      |      |      |
| ↘426 | ↘412 | ↘388 |      |      |      |      |

## Инфраструктура
В селе работают предприятия:
- ООО «Нива»
- ООО «СИБ.ТРАНС.МИНЕРАЛЫ»
- МУСХП «Льновод»
- МКОУ «Большекалтайская ООШ», МКДОУ детский сад № 12 «Ласточка», почта магазины, ФАП[13].

В Большом Калтае создано несколько творческих коллективов, организованы курсы компьютерной грамотности, налажена спортивная работа: в районной спортивной олимпиаде жители села четыре раза становились победителями по итогам общекомандного зачёта.